# Haus Schubert

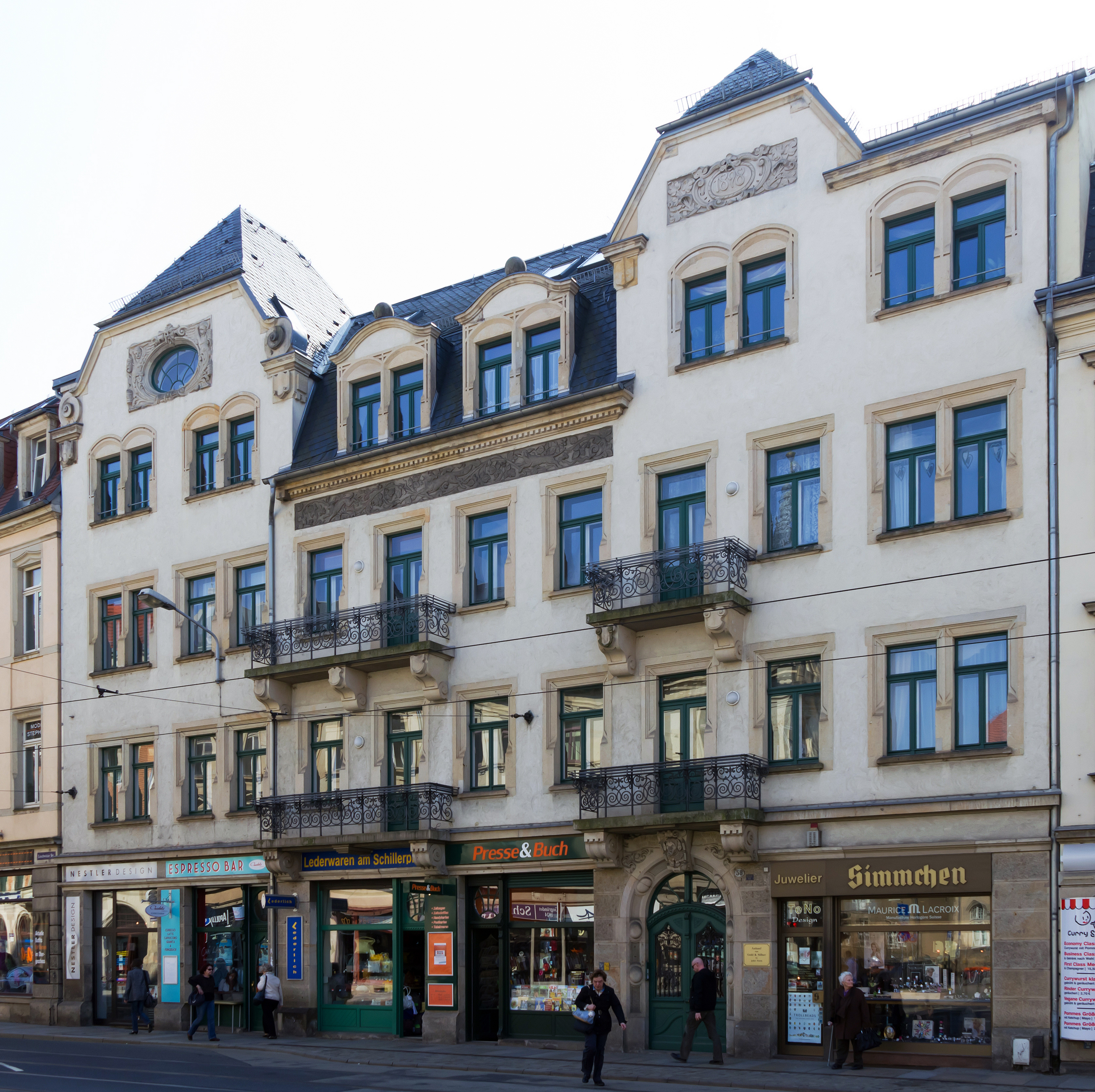
Loschwitzer Straße 58

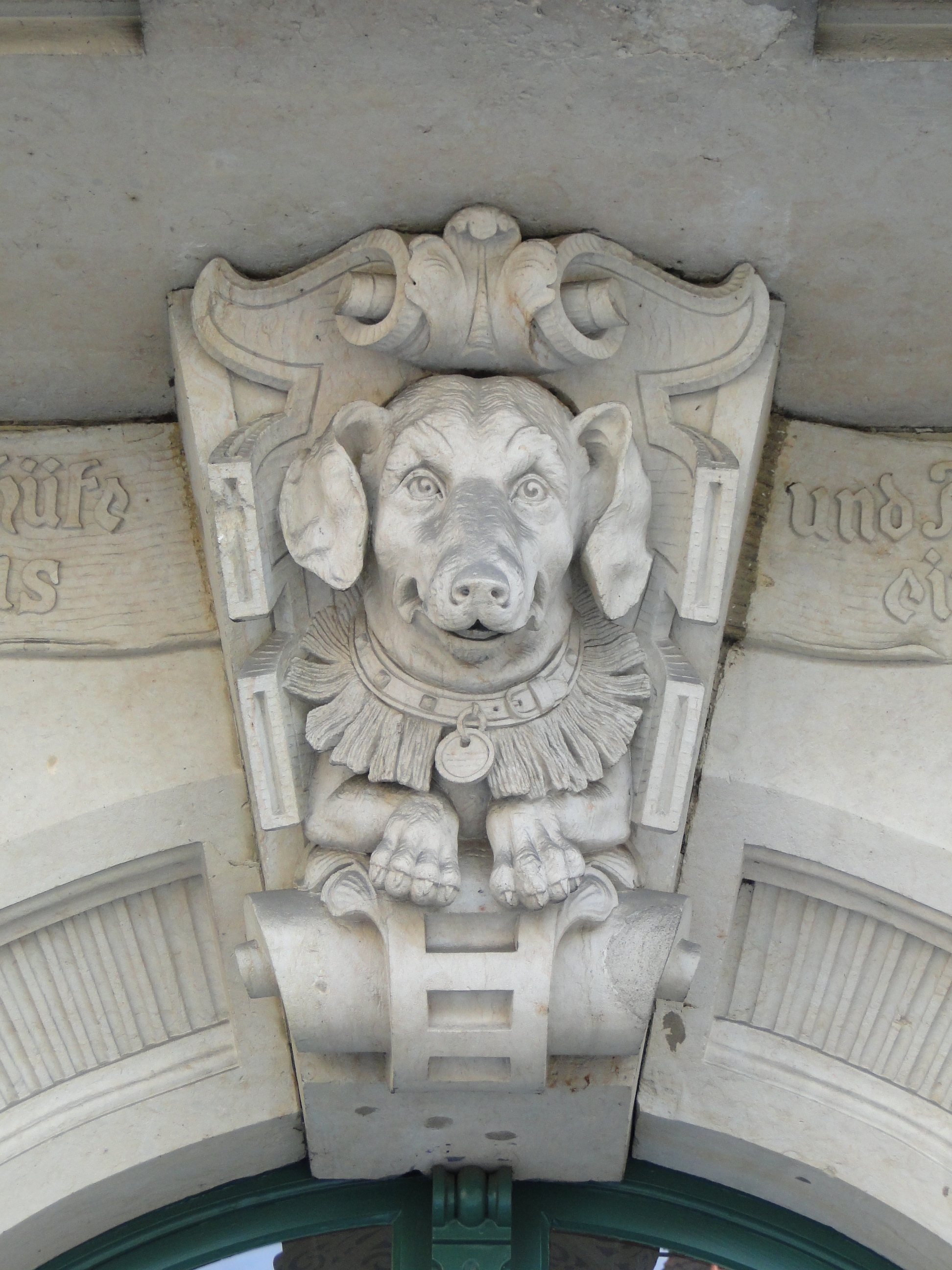
Schlussstein mit Dackelkopf

Das Haus Schubert ist ein denkmalgeschütztes Wohn- und Geschäftshaus in der Loschwitzer Straße 58 im Dresdner Stadtteil Blasewitz. Es befindet sich an einem der belebtesten Plätze des Dresdner Ostens, dem Schillerplatz.

## Geschichte und Baubeschreibung
Das Wohn- und Geschäftshaus wurde 1898/99 vom Blasewitzer Architekten Karl Emil Scherz erbaut, einem in diesem Teil Dresdens überaus beschäftigten Mann. Bauherr war der Bierhändler E. Wilhelm Schubert. Die Adresse des Hauses lautete zur Bauzeit Residenzstraße 2, doch wird es bereits im Adressbuch von 1904 unter der Hausnummer 1 geführt. Im Laufe der 1920er-Jahre kam es mit der Umstellung der Hausnummerierung im 1921 eingemeindeten Blasewitz zur heute noch gültigen Hausnummer 58.
Das stattliche Jugendstil-Gebäude verfügt über drei Vollgeschosse und hat eine Fassadenlänge von neun Fensterachsen, von denen die beiden linken wie auch die äußerste rechte durch Doppelfenster gebildet werden. Insgesamt ist die Fassade ganz im Sinne des Jugendstil stark asymmetrisch aufgebaut. So wurde das über den beiden linken Achsen befindliche Zwerchhaus leicht turmartig überhöht ausgeführt; rechts davon befinden sich über dem nur vier Achsen einnehmenden Gesims zwei Gauben mit Doppelfenstern und Segmentbogenverdachung. Das rechte Drittel des Gebäudes wird wieder von einem Zwerchhaus gekrönt, das aber die Firsthöhe des Hauses nicht übersteigt. In seinem Giebel steht die Jahreszahl der Erbauung, während den Giebelbereich des linken Zwerchhauses ein ovales Fenster mit reicher Jugendstilornamentik schmückt. Unterhalb des Gesimses der Mittelachsen befindet sich ein Sandsteinfries mit Jagdmotiven, wie auch der Schlussstein des Rundbogenportals von einem stark plastischen Dackelkopf geschmückt wird. Über dem Portal wie auch über dem mittleren der fünf im Erdgeschoss befindlichen Ladengeschäfte befinden sich insgesamt vier unterschiedlich große Balkone. Über den Geschäften des Erdgeschosses befinden sich Wohnungen, die häufig auch von den Ladenbetreibern bewohnt wurden.
Vier der fünf Ladengeschäfte befinden sich links des Hauseingangs, eines rechts davon. Bei diesem handelt es sich um das schon seit den 1930er-Jahren dort anzutreffende Juweliergeschäft, das heute in der vierten Generation betrieben wird. Das Adressbuch von 1899 erwähnt außerdem das Geschäft des Tapezierers und Dekorationsmalers Adolf Helm – Dekorationsmaler waren unter anderem für die in bürgerlichen Wohnhäusern sehr häufig anzutreffenden Treppenhausbemalungen zuständig –, einen „Barbier und Zahnkünstler“, die Papier- und Galanteriewarenhandlung Lina Frenkling und ein Gummiwarengeschäft. Schon 1904 ergab sich ein verändertes Bild: So war ein anderer Barbier eingezogen, der auch nicht mehr als „Zahnkünstler“ firmierte, daneben befanden sich nun eine Damenfriseuse und eine Modistin. Der Betreiber des Papierwarenladens hieß nun Degenkolb, ein Adolf Helm sen. betrieb ein Hutgeschäft und wohnte im ersten Obergeschoss.
Ein späterer Eigentümer des Hauses war der Delikatessenhändler Wilhelm Hielscher, der am Schillerplatz 5 sein Geschäft hatte. Er wird zum Beispiel im Adressbuch von 1916 genannt, dazu weiterhin die Papierhandlung, das Hutgeschäft und die Modistin, aber keine Friseure mehr. Seit Anfang der 1930er-Jahre befindet sich der schon erwähnte Juwelier und Uhrmacher im Haus, der auch als Eigentümer angegeben wird, 1932 außerdem noch eine Putzmacherin, eine Feinkosthandlung, wieder ein Barbier und das Papierwarengeschäft Fahlbusch.
Sowohl der Juwelier als auch das Papierwarengeschäft hielten sich auch nach dem Zweiten Weltkrieg. Der Juwelier besteht noch heute (Stand 2018). Außerdem befinden sich ein Zeitschriftenladen, eine kleine Espressobar, eine Lederwarenhandlung und ein Designer für Gebrauchsgegenstände im Erdgeschoss des Hauses.